# Ontika
Ontika is een plaats in de Estlandse gemeente Toila, provincie Ida-Virumaa. De plaats heeft de status van dorp (Estisch: küla).

## Bevolking
Het dorp had 81 inwoners op 31 december 2011 en 70 inwoners op 31 december 2021.

## Ligging
De plaats ligt aan de Finse Golf. Op het grondgebied van Ontika komt de secundaire weg Tugimaantee 93 op de hoofdweg Põhimaantee 1 uit.